# برونو غوتز
برونو غوتز (بالألمانية: Bruno Goetz)‏ هو كاتب وشاعر ألماني، ولد في 6 نوفمبر 1885 في ريغا في لاتفيا، وتوفي في 19 مارس 1954 في زيورخ في سويسرا.